# Widerstandslöten
Beim Widerstandslöten wird Wärme durch elektrischen Strom an einer Lötstelle erzeugt. Ein von Strom durchflossener Leiter erwärmt sich durch seinen Widerstand. 
Das Widerstandslötverfahren wird vorwiegend zum Löten von Teilen ungleicher Masse verwendet, etwa von kleineren Teilen auf Bleche, die eine hohe Wärmeleitfähigkeit besitzen. Der elektrische Widerstand wird von der Lötstelle gebildet, die sich direkt erwärmt. Durch eine Lotpaste, die Flussmittel und Lot enthält, wird erreicht, dass der elektrische Widerstand an der Lötstelle am größten ist.